# Johannes Huswirt

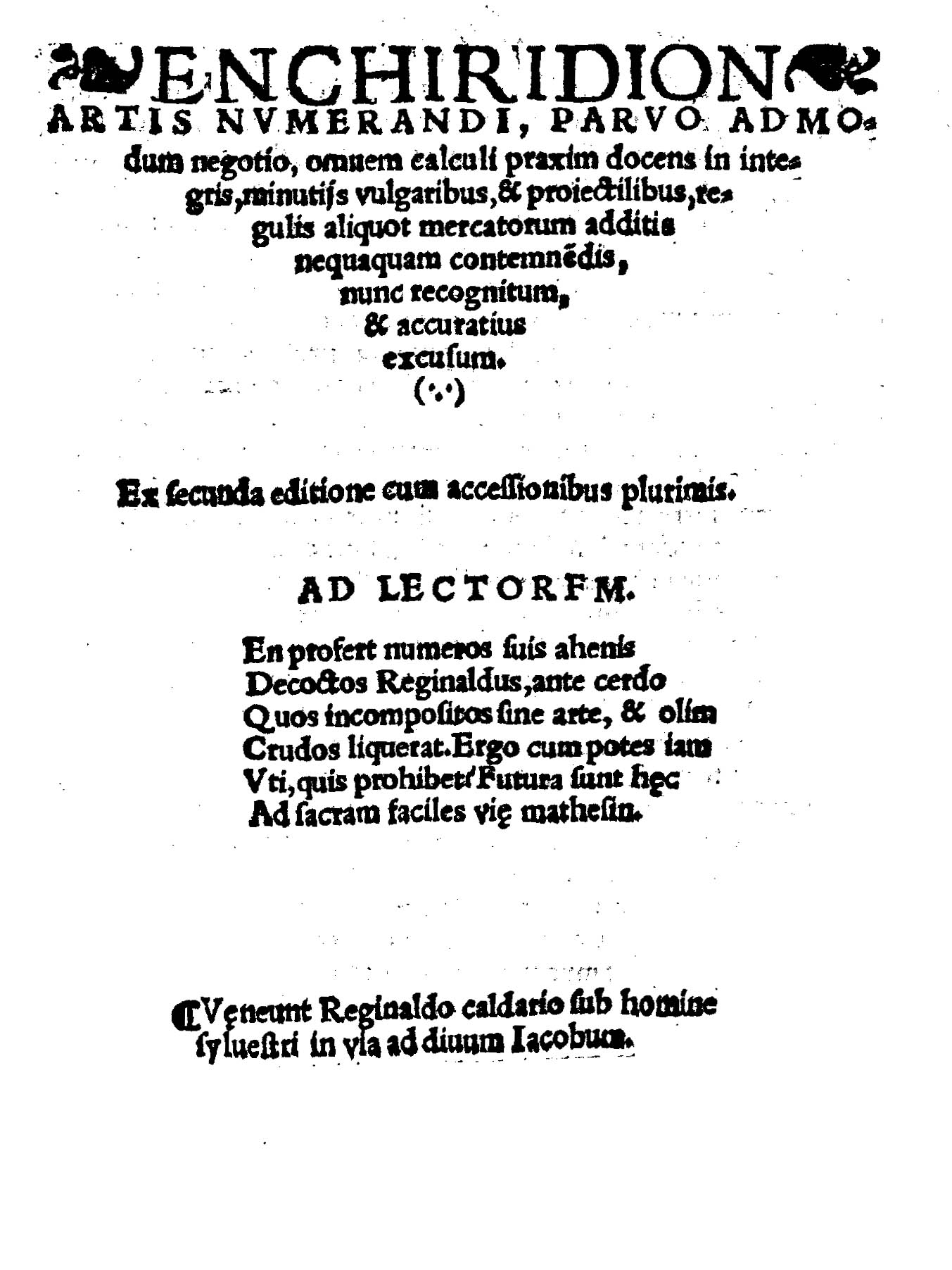
Enchiridion artis numerandi

Johannes Huswirt (Sayn, XV secolo – XVI secolo) è stato un matematico tedesco.

## Opere
- (LA) Johannes Huswirt, Enchiridion artis numerandi, Lutetiae, Jean Bignon, Regnault Chaudière, 1535. URL consultato il 13 giugno 2015.